# Samoa na Letnich Igrzyskach Olimpijskich 2020
Samoa na Letnich Igrzyskach Olimpijskich 2020 – występ kadry sportowców reprezentujących Samoa na igrzyskach olimpijskich, które odbyły się w Tokio w Japonii, w dniach 23 lipca - 8 sierpnia 2021 roku.
Reprezentacja Samoa liczyła ośmioro zawodników - siedmiu mężczyzn i jedną kobietę, którzy wystąpili w 5 dyscyplinach.
Był to dziesiąty start tego kraju na letnich igrzyskach olimpijskich.

## Reprezentanci

### Boks
| Zawodnik                | Konkurencja              | 1/16             | 1/8              | Ćwierćfinał      | Półfinał         | Finał/BM         | Finał/BM |
| Zawodnik                | Konkurencja              | Przeciwnik Wynik | Przeciwnik Wynik | Przeciwnik Wynik | Przeciwnik Wynik | Przeciwnik Wynik | Miejsce  |
| ----------------------- | ------------------------ | ---------------- | ---------------- | ---------------- | ---------------- | ---------------- | -------- |
| Marion Faustino Ah Tong | waga półśrednia mężczyzn | Zimba P 0–5      | NQ               | NQ               | NQ               | NQ               | NQ       |
| Ato Plodzicki-Faoagali  | waga ciężka mężczyzn     | BYE              | Smiahlikau P 1–4 | NQ               | NQ               | NQ               | NQ       |

### Judo
| Peniamina Percival | do 81 kg mężczyzn | BYE | de Wit P 000–010 | NQ | NQ | NQ | NQ | NQ | NQ |

### Kajakarstwo

#### Kajakarstwo klasyczne
Mężczyźni
| Zawodnik                                | Konkurencja | Eliminacje | Eliminacje | Ćwierćfinał | Ćwierćfinał | Półfinał | Półfinał | Finał    | Finał   |
| Zawodnik                                | Konkurencja | Czas       | Miejsce    | Czas        | Miejsce     | Czas     | Miejsce  | Czas     | Miejsce |
| --------------------------------------- | ----------- | ---------- | ---------- | ----------- | ----------- | -------- | -------- | -------- | ------- |
| Rudolph Berking-Williams                | C-1 1000 m  | 5:19,538   | 8.         | DNS         | DNS         | NQ       | NQ       | NQ       | NQ      |
| Rudolph Berking-Williams                | K-1 200 m   | 42,083     | 5.         | 41,950      | 5.          | NQ       | NQ       | NQ       | NQ      |
| Clifton Tuvaʻa                          | K-1 200 m   | 38,363     | 4.         | 38,287      | 4.          | NQ       | NQ       | NQ       | NQ      |
| Clifton Tuvaʻa                          | K-1 1000 m  | 4:11,029   | 4.         | 4:21,301    | 4.          | NQ       | NQ       | NQ       | NQ      |
| Rudolph Berking-Williams Clifton Tuvaʻa | K-2 1000 m  | 3:55,617   | 5.         | 3:46,523    | 5. (FB)     | NQ       | NQ       | 3:56,171 | 16.     |

Kobiety
| Zawodniczka | Konkurencja | Eliminacje | Eliminacje | Ćwierćfinał | Ćwierćfinał | Półfinał | Półfinał | Finał | Finał   |
| Zawodniczka | Konkurencja | Czas       | Miejsce    | Czas        | Miejsce     | Czas     | Miejsce  | Czas  | Miejsce |
| ----------- | ----------- | ---------- | ---------- | ----------- | ----------- | -------- | -------- | ----- | ------- |
| Anne Cairns | K-1 200 m   | 46,795     | 7.         | 47,141      | 8.          | NQ       | NQ       | NQ    | NQ      |
| Anne Cairns | K-1 500 m   | 2:03,667   | 6.         | 2:02,525    | 4.          | NQ       | NQ       | NQ    | NQ      |

### Lekkoatletyka
| Zawodnik  | Konkurencja           | Kwalifikacje | Kwalifikacje | Finał     | Finał   |
| Zawodnik  | Konkurencja           | Odległość    | Miejsce      | Odległość | Miejsce |
| --------- | --------------------- | ------------ | ------------ | --------- | ------- |
| Alex Rose | Rzut dyskiem mężczyzn | 61,72        | 18.          | NQ        | NQ      |

### Podnoszenie ciężarów
Reprezentacja Samoa na podstawie rankingu kwalifikacyjnego z 11 czerwca 2021 roku otrzymała trzy miejsca w zawodach podnoszenia ciężarów podczas igrzysk olimpijskich w Tokio. Jednakże, ze względu na restrykcje związane z podróżowaniem w czasie pandemii COVID-19 komitet olimpijski podjął decyzję o wycofaniu wszystkich trzech zawodników z imprezy.

### Żeglarstwo
| Zawodnik     | Konkurencja       | Wyścig | Wyścig | Wyścig | Wyścig | Wyścig | Wyścig | Wyścig | Wyścig | Wyścig | Wyścig | Wyścig | Punkty | Finałowa pozycja |
| Zawodnik     | Konkurencja       | 1      | 2      | 3      | 4      | 5      | 6      | 7      | 8      | 9      | 10     | M      | Punkty | Finałowa pozycja |
| ------------ | ----------------- | ------ | ------ | ------ | ------ | ------ | ------ | ------ | ------ | ------ | ------ | ------ | ------ | ---------------- |
| Eroni Leilua | Laser (mężczyźni) | 31     | 27     | 30     | 32     | 32     | 27     | 30     | 31     | 35     | 28     | NQ     | 268    | 32.              |